# Sana Nagano

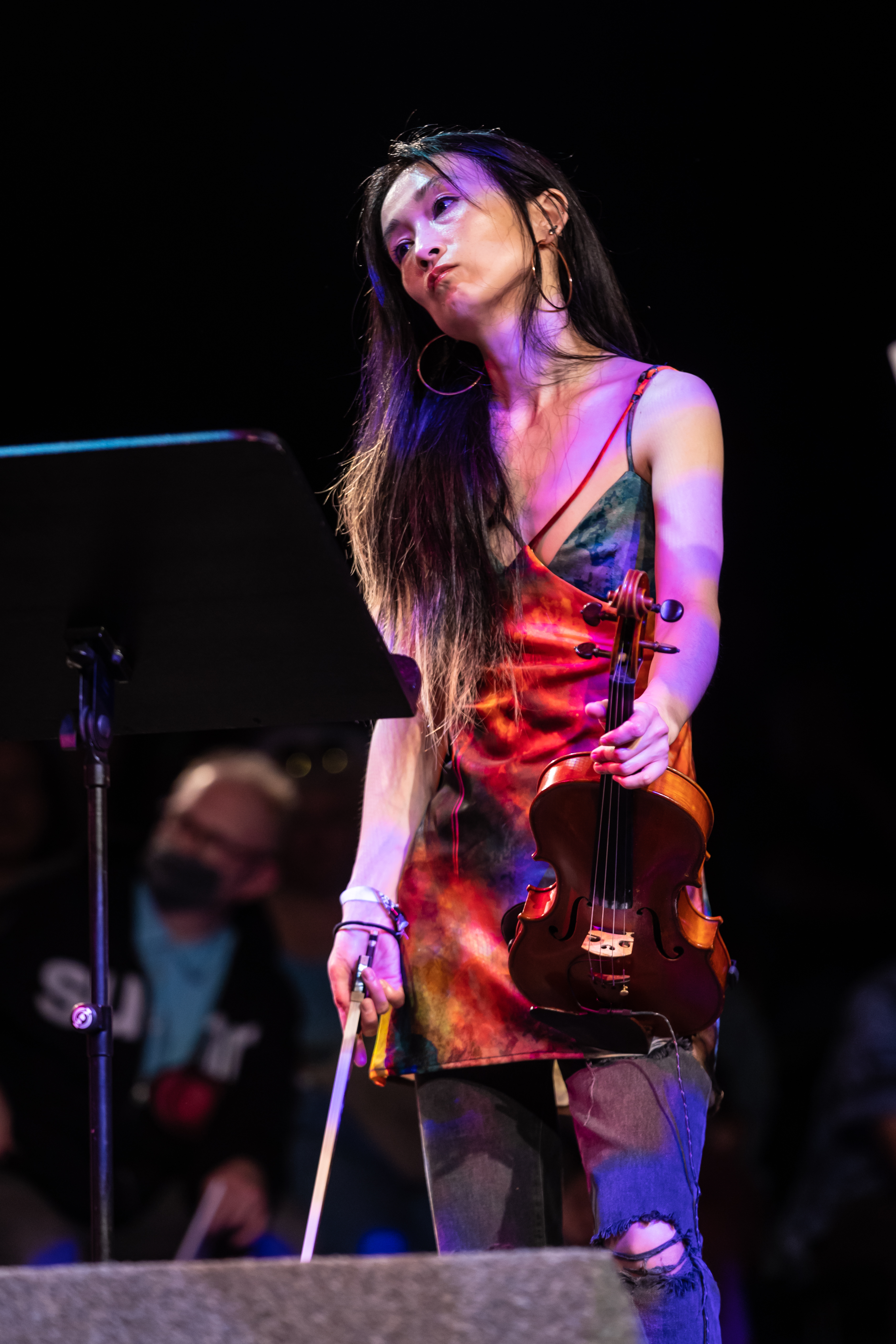
Sana Nagano beim Moers Festival 2022

Sana Nagano (* 21. September 1984 in Tokyo) ist eine japanische Jazzmusikerin (Geige, Komposition).

## Leben und Wirken
Nagano wuchs in Tokyo auf, wo sie bereits als Kind Violine lernte. 2001 kam sie erstmals als Austauschschülerin in die USA. Ihr klassisches Musikstudium führte sie später an die University of Memphis. Dann studierte sie am Berklee College of Music, wo sie die Musik von Ornette Coleman entdeckte und in den Jazzstudiengang wechselte, den sie mit dem Bachelor abschloss. Sie zog 2010 nach New York City, um ihr Masterstudium in Jazzinterpretation und -komposition an der Aaron Copland School of Music des Queens College bei Antonio Hart und David Berkman zu absolvieren.
Daneben war Nagano in der New Yorker Jazz-, Klassik- und Underground-Musikszene aktiv. Dort arbeitete sie mit Joseph Jarman, Yusef Lateef, William Parker, Daniel Carter, Oliver Lake, Glen Velez, der Manhattan Symphony, Nioka Workman, Steven Bernstein, David Fiuczynski, John Ehlis, Federico Ughi, Harvey Valdes und anderen zusammen. Besonders orientierend war für sie die Zusammenarbeit mit Karl Berger und Adam Rudolph.
Seit der Veröffentlichung ihres Debüt-Albums Inside the Rainbow (2014) wird ihr Geigenspiel von der Kritik gelobt. Daneben arbeitete sie im Streicher-Vokal-Duo Peach and Tomato (mit Leonor Falcon) und im Math-Rock-Quartett Atomic Pigeons. Mit ihrem Quintett, zu dem Peter Apfelbaum am Saxophon, Keisuke Matsuno an der Gitarre, Ken Filiano am Bass und Joe Hertenstein am Schlagzeug gehören, legte sie 2021 das Album Smashing Humans bei 577 Records vor, gefolgt von Anime Mundi (2022, mit Karl Berger und Billy Martin). Sie tourte in den USA, Japan und Polen und ist auch auf Alben von Shawn Mendes, Brooklyn Raga Massive, Karl Berger, Chad Fowler (Birdsong, 2024) und Gadadu zu hören.